# Fritz Walter (Sportfunktionär)

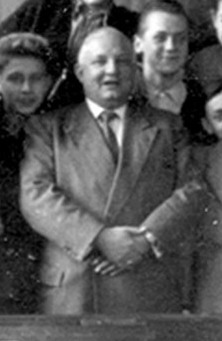
Fritz Walter

Fritz Walter (* 15. März 1900 in Cannstatt bei Stuttgart; † 5. Januar 1981, Epitheton: Der Doktor) war ein deutscher Sportfunktionär und von 1944 bis 1968 Präsident des VfB Stuttgart.
Er führte nicht nur den VfB Stuttgart durch seine erfolgreichste Ära, sondern war auch in Ämtern in vielen Verbandsgremien (zum Beispiel als langjähriger Vorsitzender des Vertragsspielerausschusses des DFB) ein Wegbereiter des deutschen Fußballs nach dem Ende des Zweiten Weltkriegs.

## Ausbildung und Beruf
Nachdem er 1918 sein Abitur abgelegt hatte, war er für ein halbes Jahr als Artillerist im Ersten Weltkrieg im Einsatz. Zum Wintersemester 1918 nahm er ein Studium der Germanistik, Romanistik und Anglistik an der Eberhard Karls Universität Tübingen auf. Er schloss sich der nationalistischen Studentenverbindung „Rothenburg“ an. 1919 war er an der Niederschlagung des Spartakusaufstandes in Stuttgart beteiligt. Nach seinem Studium in Tübingen und München absolvierte er das Lehramtsreferendariat und wurde 1923 zum Dr. phil. promoviert.
Walter arbeitete zunächst als Büroangestellter in einer Lederwarenfabrik und trat 1925 in den Schuldienst ein. Er unterrichtete in Feuerbach, Nürtingen und an der Realschule in Zuffenhausen. Ab 1935 war er Lehrer am Gottlieb-Daimler-Gymnasium in Bad Cannstatt, wo er 1939 zum stellvertretenden Schulleiter ernannt wurde. Zum 1. Mai 1933 wurde er Mitglied des Nationalsozialistischen Lehrerbunds und der Nationalsozialistischen Volkswohlfahrt. Von 1939 bis 1941 nahm er am Zweiten Weltkrieg teil. Nach dem Krieg musste er kein Spruchkammerverfahren durchlaufen. Er unterrichtete bis zu seiner Pensionierung 1967 als Studienrat am Gottlieb-Daimler-Gymnasium in Bad Cannstatt.

## Präsidentschaft beim VfB Stuttgart
Walter trat 1919 dem VfB Stuttgart als Mitglied bei. 1925 wurde er stellvertretender Schriftführer. 1934 wurde er zum Stellvertreter des Präsidenten Hans Kiener gewählt. Nachdem Kiener 1944 bei einem Luftangriff auf Stuttgart schwer verletzt worden war, übernahm Walter das Präsidentschaftsamt.
Nachdem es Walter nach Ende des Zweiten Weltkriegs gelungen war, die Zustimmung des amerikanischen Generals Jackson zur Etablierung einer süddeutschen Oberliga zu erwirken, begann bereits im Herbst 1945 der Punktspielbetrieb in einer zonenweiten Liga, während im Rest Deutschlands daran noch nicht einmal zu denken war. Walter hatte maßgeblichen Anteil am Aufstieg des VfB Stuttgart zu einem süddeutschen und bundesweiten Spitzenverein. Obwohl er es vermied, den Verein in finanziell unkalkulierbare Risiken zu stürzen, kam es dennoch zu Zuwendungen an die Spieler, die seinerzeit dem Vertragsspielerstatut widersprachen. Daraufhin wurde Walter vom DFB-Sportgericht unter Leitung des ehemaligen NS-Richters Günther Riebow zu einer Geldstrafe in Höhe von 1000 D-Mark verurteilt – pikanterweise war das DFB-Vorstandsmitglied Walter zu dieser Zeit Vorsitzender des Vertragsspielerausschusses des Verbandes und damit für die Einhaltung des Statuts zuständig.
Da man aber in anderen Vereinen immer öfter den Erfolg um jeden Preis wollte, wurde Walter zunehmend aus den eigenen Reihen zu einer „offensiveren“ Einkaufspolitik gedrängt. Und so war es schließlich Hans Weitpert, der sich für dieses Vorgehen einsetzte und so erst zum Berater des Vorstands wurde, um dann 1969 Walter als Präsident abzulösen. Als Weitperts neue Einkaufspolitik den Verein schließlich in große finanzielle Nöte brachte, welche den VfB schließlich zum unvermeidlichen Abstieg führten, fühlte sich Walter mit 75 Jahren nicht mehr in der Lage, sich dem Notvorstand anzuschließen, als er wieder gebraucht wurde. Trotz seiner Enttäuschung über die Entwicklung, die der Verein nach seinem Abgang nahm, blieb seine Verbundenheit zum VfB Stuttgart immer bestehen. Nach Ende seiner Amtszeit wurde er zum Ehrenpräsidenten des VfB ernannt.
Während der Präsidentschaft von Fritz Walter wurde der VfB zweimal Deutscher Fußballmeister (1950 und 1952) und gewann zweimal den DFB-Pokal (1954 und 1958).
Am 28. Januar 1970 wurde Fritz Walter vom Bundespräsidenten das Bundesverdienstkreuz 1. Klasse verliehen und durch den Oberbürgermeister Arnulf Klett und den Regierungspräsidenten Friedrich Roemer überreicht. Eine Straße und ein Haus in Bad Cannstatt, in dem junge Fußballspieler Unterkunft und Betreuung finden, tragen heute seinen Namen.